# Consejo Argentino para las Relaciones Internacionales
El Consejo Argentino para las Relaciones Internacionales (CARI)  es un foro argentino de debate sobre las relaciones internacionales y la política exterior argentina.

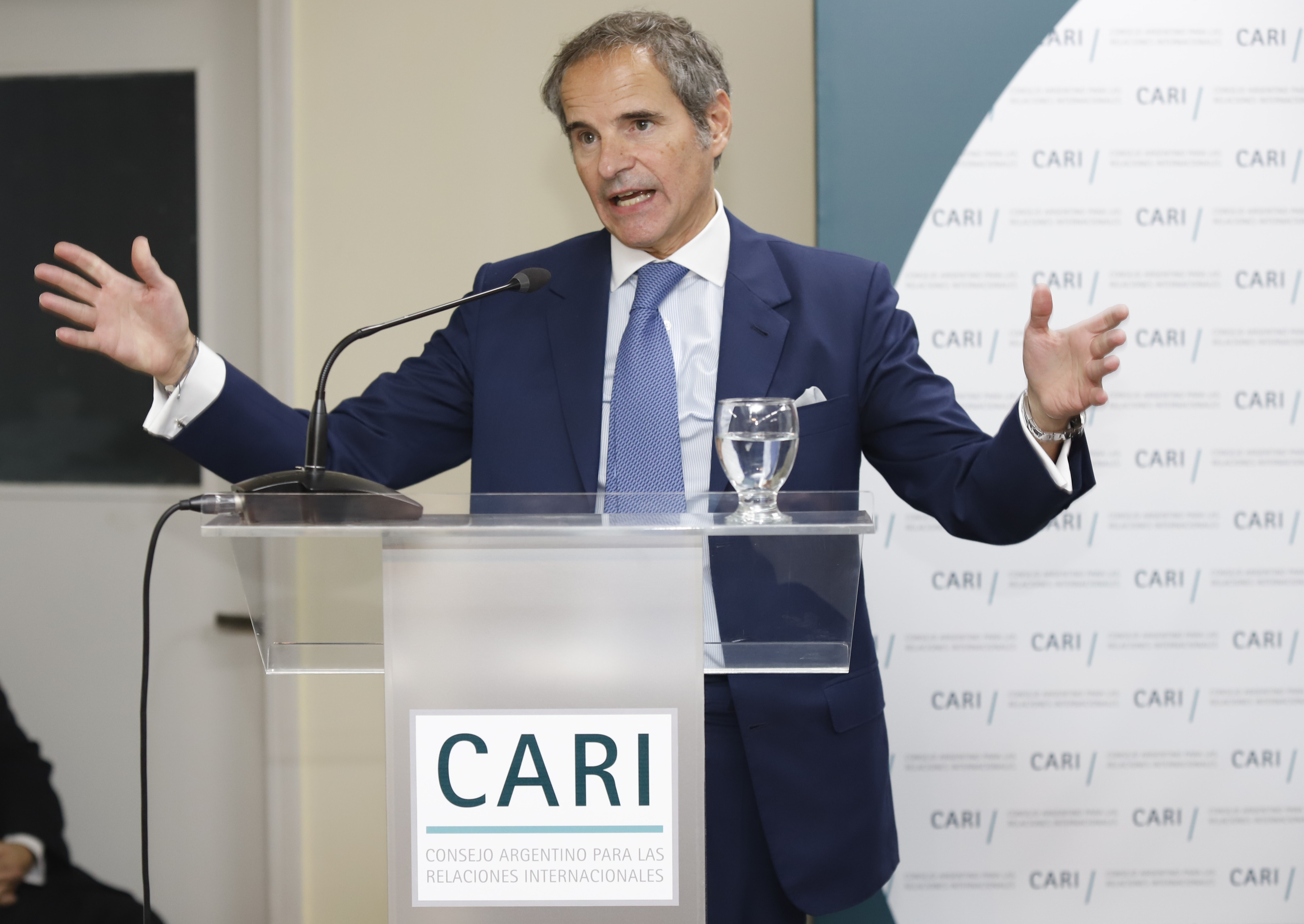
Disertación de Rafael Grossi en el CARI, 1 de abril de 2025.

Es una institución académica no gubernamental, sin fines de lucro y sin fines partidarios, fundada el 15 de junio de 1978 por el embajador y ex canciller de la República Argentina, Carlos Manuel Muñiz (1922-2007). El CARI es un centro de pensamiento o think tank que tiene como principal objetivo "estimular el análisis y la divulgación científica de los asuntos internacionales, así como su impacto en la Argentina, desde un enfoque nacional", como señala en su sitio web. Para ello, cuenta con treinta y un comisiones de estudio que se concentran en un tema o región particular con la finalidad de producir documentos, generar espacios de debate y organizar encuentros abiertos a la comunidad con figuras públicas y especialistas dentro de cada campo de investigación. 

## Comisiones

### Institutos
- Instituto de Derecho Internacional
- Instituto de Seguridad Internacional y Asuntos Estratégicos

### Comités
- Asuntos Euroasiáticos
- Asuntos Latinoamericanos
- Asuntos Africanos
- Asuntos Europeos
- Asuntos Asiáticos
- Estudios Antárticos
- La cuestión Malvinas, Georgias y Sandwich del Sur
- Estados Unidos
- Medio Oriente
- Política Exterior y Fuerzas Armadas
- Asuntos Agrarios
- Asuntos Energéticos
- Asuntos Nucleares
- Cultura
- Organismos Internacionales y G20
- Internacionalización de Ciudades
- Las Provincias en el Plano Internacional
- Criminalidad Organizada Transnacional y Terrorismo
- Economía Internacional
- Políticas Digitales y Ciberespacio
- Asuntos Corporativos Internacionales
- Estudios Ambientales y Desarrollo Humano
- Asuntos Laborales

### Grupos de trabajo
- Grupo Joven
- Comunicación y Política Exterior
- Asuntos Internacionales del Espacio Ultraterrestre
- Escenarios Globales
- Cooperación al Desarrollo
- Inserción de la Argentina en el Mundo

## Publicaciones y programas
Desde su fundación, el CARI publica libros, colecciones, series, testimonios, artículos de opinión y otras entregas periódicas de análisis internacional. Entre estos títulos se encuentra la obra de quince tomos de Historia General de las Relaciones Exteriores de la República Argentina (1998-2003), dirigida por Carlos Escudé y Andrés Cisneros; la colección de doce tomos de Malvinas, Georgias y Sandwich del Sur. Diplomacia Argentina en Naciones Unidas (1983-2021), la serie biográfica Los Diplomáticos y el "Digesto de Convenios Internacionales de las Provincias Argentinas y la Ciudad Autónoma de Buenos Aires". 
En diciembre de 2024 lanzó la revista Asuntos Globales / Global Affairs, que se publica anualmente en español e inglés. Tiene quince boletines que se publican de manera bimestral o semestral. 
En 2024, lanzó iniciativas de vinculación entre empresas y funcionarios a través del Programa de Diplomacia Público-privada, para las que firmó un convenio de cooperación con la Cancillería Argentina, bajo el mandato de la ex ministra de Relaciones Exteriores, Comercio Internacional y Culto, Diana Mondino. También se llevaron a cabo encuentros con diputados y senadores nacionales en el CARI, en el marco del Programa de Diplomacia Legislativa.

## Estructura y financiamiento
La dirección y administración del Consejo Argentino para las Relaciones Internacionales está a cargo de un Comité Ejecutivo compuesto por un presidente, vicepresidente, secretario general, tesorero y entre un mínimo de doce y un máximo de dieciséis vocales. El Comité Ejecutivo es elegido por los miembros del Consejo por simple mayoría de votos presentes y el mandato se extiende por un período de tres años, con posibilidad de reelección. A su vez, cada comisión de estudio es encabezada por un director y un coordinador.
El CARI se sostiene financieramente por el aporte mensual de sus miembros, así como por el apoyo institucional de otras organizaciones públicas y privadas. Entre sus principales sponsors se encuentran la empresa de energía argentina Pan American Energy y la Cooperación Andina de Fomento (CAF - Banco de Desarrollo de América Latina y el Caribe).

## Presidentes

### Carlos Manuel Muñiz
El embajador Carlos Manuel Muñiz fundó el CARI en junio de 1978, con el objetivo principal de estimular el análisis de los problemas internacionales desde un enfoque nacional. Fue embajador ante Bolivia, Brasil, los Estados Unidos y la Organización de las Naciones Unidas (ONU). Entre 1962 y 1963 se desempeñó como ministro de Relaciones Exteriores, Comercio Internacional y Culto, durante la presidencia de José María Guido. Bajo su iniciativa se creó el Instituto del Servicio Exterior de la Nación (ISEN), para formar al cuerpo diplomático argentino. En su misión como embajador argentino ante los Estados Unidos a principios de la década del setenta, Muñiz observó el trabajo académico del Council on Foreign Relations (CFR) en cuanto a la proyección del país hacia el exterior. Aquella experiencia lo empujó a fundar en la Argentina un organismo similar, que tuviera como premisa reunir distintas corrientes de pensamiento locales para investigar los problemas de la agenda internacional (CARI: Reseña histórica, 2005). Entre los miembros fundadores se encuentran diplomáticos, oficiales militares, políticos y empresarios (Merke y Pauselli, 2015).

### Adalberto Rodríguez Giavarini
Fue ministro de Relaciones Exteriores, Comercio Internacional y Culto de la República Argentina entre 1999-2001. Antes, fue representante ante organismos de crédito internacionales, diputado nacional por la Capital Federal (1995-1996). Entre 1986 y 1989 se desempeñó en diferentes cargos en el Ministerio de Defensa. Como académico, fue profesor de Macroeconomía en la Universidad de Buenos Aires, coordinador del postgrado de Economía de la Universidad del Salvador y profesor de la Universidad de Belgrano; profesor en seminarios y conferencias organizados por centros académicos y universidades de la Argentina y del extranjero, incluyendo la Universidad de Harvard, la Universidad de Columbia, la Universidad Johns Hopkins, Universidad de la Sorbona, París; fue Miembro del Consejo Académico de la Escuela de Defensa Nacional y Miembro del Consejo Académico de la Unión Industrial Argentina.

### José Octavio Bordón
Es sociólogo. presidió el CARI entre 2020 y 2023. Fue Gobernador, Diputado y Senador Nacional por la Provincia de Mendoza. Desde el 2003 hasta el 2007 fue embajador de la República Argentina ante los Estados Unidos. Fue secretario de Relaciones Exteriores del Partido Justicialista desde 1987 hasta 1991.

### Francisco de Santibañes
Es autor de los libros La Argentina y el mundo (Edicon, 2016), La rebelión de las naciones, La Argentina después de la tormenta (Vértice de Ideas, 2021) y Estrategia argentina (Austral Ediciones, 2023). Ha escrito en diversas publicaciones especializadas, como Survival, Armed Forces and Society, y Horizons.  Ha dado presentaciones en instituciones como Chatham House, el Instituto Francés de Relaciones Internacionales (IFRI) y el Instituto Alemán de Asuntos Estratégicos y de Seguridad (SWP). Se desempeñó como profesor de la Universidad Austral y global fellow del Wilson Center for International Scholars. Posee una maestría en relaciones internacionales de la Johns Hopkins SAIS y cursó estudios de doctorado en el Departamento de Estudios de la Guerra, King 's College de Londres.

## El CARI en el mundo
El CARI forma parte de la red de think tanks global Council of Councils (Consejo de Consejos), una iniciativa del Council on Foreign Relations (CFR) que une a los principales centros de pensamiento del mundo dedicados a las relaciones internacionales y la política exterior. A su vez, integra la Red de Centros de Pensamiento de las Américas (CEPAS), una alianza de la que participan think tanks de Brasil, Chile, México, Colombia, Perú y los Estados Unidos.
En 2018, el CARI presidió el T20, el Grupo de Afinidad vinculado al G20 que nuclea a think tanks de todo el mundo, junto al Centro de Implementación de Políticas Públicas para la Equidad y el Crecimiento (CIPPEC).
Desde 2024, la institución participa de la Conferencia de Seguridad de Múnich (MSC), un foro anual que reúne a tomadores de decisión y líderes de opinión del mundo en materia de seguridad internacional.

## Distinciones y premios
- Premio Mensajero de la Paz otorgado por el entonces secretario general de Naciones Unidas, Javier Pérez de Cuéllar, 1989. https://www.perfil.com/noticias/columnistas/el-cari-cumple-40-anos.phtml
- Premio Konex 1998: Instituciones - Comunidad - Empresa / Mención Especial https://www.fundacionkonex.org/b2236-cari-consejo-argentino-para-las-relaciones-internacionales
- El Consejo Argentino para las Relaciones Internacionales fue reconocido como la primera institución de Hispanoamérica y de la Argentina según el Global Go To Think Tank Index Survey,[11] ranking confeccionado por el Instituto Lauder de la Universidad de Pensilvania.